# Repubblica Democratica del Congo ai Giochi della XXVIII Olimpiade
La Repubblica Democratica del Congo partecipò ai Giochi della XXVIII Olimpiade, svoltisi ad Atene, Grecia, dal 13 al 29 agosto 2004, con una delegazione di 4 atleti impegnati in due discipline.

## Risultati

### Atletica leggera
| Q | Qualificato al turno successivo per la Classifica in qualificazione                                                          |
| q | Qualificato per il turno successivo per ripescaggio o, negli eventi su campo, conquistando la misura minima per qualificarsi |

Maschile
Eventi su pista e strada
| Atleta      | Evento      | Batteria  | Batteria   | Semifinale | Semifinale | Finale          | Finale          |
| Atleta      | Evento      | Risultato | Classifica | Risultato  | Classifica | Risultato       | Classifica      |
| ----------- | ----------- | --------- | ---------- | ---------- | ---------- | --------------- | --------------- |
| Gary Kikaya | 400 m piani | 45"57     | 4º q       | 45"58      | 6º         | non qualificato | non qualificato |

Femminile
Eventi su pista e strada
| Atleta                 | Evento      | Batteria  | Batteria   | Semifinale      | Semifinale      | Finale          | Finale          |
| Atleta                 | Evento      | Risultato | Classifica | Risultato       | Classifica      | Risultato       | Classifica      |
| ---------------------- | ----------- | --------- | ---------- | --------------- | --------------- | --------------- | --------------- |
| Noelly Mankatu Bibiche | 800 m piani | 2'06"23   | 6ª         | non qualificata | non qualificata | non qualificata | non qualificata |

### Tennistavolo
Maschile
| Atleta                      | Evento           | 1º turno              | 2º turno                     | 3º turno             | 4º turno             | Quarti di finale     | Semifinali           | Finale / FB          | Finale / FB     |
| Atleta                      | Evento           | Avversario Risultato  | Avversario Risultato         | Avversario Risultato | Avversario Risultato | Avversario Risultato | Avversario Risultato | Avversario Risultato | Pos.            |
| --------------------------- | ---------------- | --------------------- | ---------------------------- | -------------------- | -------------------- | -------------------- | -------------------- | -------------------- | --------------- |
| Momo Babungu                | Singolo maschile | Merotohun (NGR) P 0–4 | non qualificato              | non qualificato      | non qualificato      | non qualificato      | non qualificato      | non qualificato      | non qualificato |
| José Luyindula              | Singolo maschile | O Il (PRK) P 0–4      | non qualificato              | non qualificato      | non qualificato      | non qualificato      | non qualificato      | non qualificato      | non qualificato |
| Momo Babungu José Luyindula | Doppio maschile  | N.D.                  | Korbel / Výborný (CZE) P 0–4 | non qualificati      | non qualificati      | non qualificati      | non qualificati      | non qualificati      | non qualificati |